# Los Blázquez
Los Blázquez est un village de la province de Cordoue, en Andalousie dans le sud de l'Espagne.

## Histoire

Vue panoramique de Los Blázquez, Cordoue, Espagne. (septembre 2016)